# カスパー・ルンディング
カスパー・ルンディング・ヤコブセン（Kasper Lunding Jakobsen, 1999年7月17日 - ）は、デンマーク・中央ユラン地域オーフス出身のサッカー選手。エリテセリエン・オーレスンFK所属。ポジションはMF。

## クラブ経歴
2016年にオーフスGFのトップチームに16歳で昇格。2019年2月8日のエスビャウfB戦でプロデビュー。3月3日のヴェンシュセルFF戦でプロ初ゴールを記録。プロ1年目の2018-19シーズンは10試合2ゴールを記録。翌2019-20シーズンは3試合の出場に終わり、2020年7月にエリテセリエンのオッド・グレンランドにローン移籍で加入。3ヶ月の在籍ながら15試合4ゴールを決め、評価を高めた。
2020年10月5日、ヘラクレス・アルメロと契約したことが発表された。
2022年12月21日、オーレスンFKへの移籍が発表された。

## 代表歴
2014年から5年間、ユース世代のデンマーク代表に招集された。